# Gorey
Gorey (Irsk: Guaire) er en irsk by i County Wexford i provinsen Leinster, i den centrale del af Republikken Irland med en befolkning (inkl. opland) på 7.193 indb i 2006 (5.282 i 2002)